# アルチスウFC

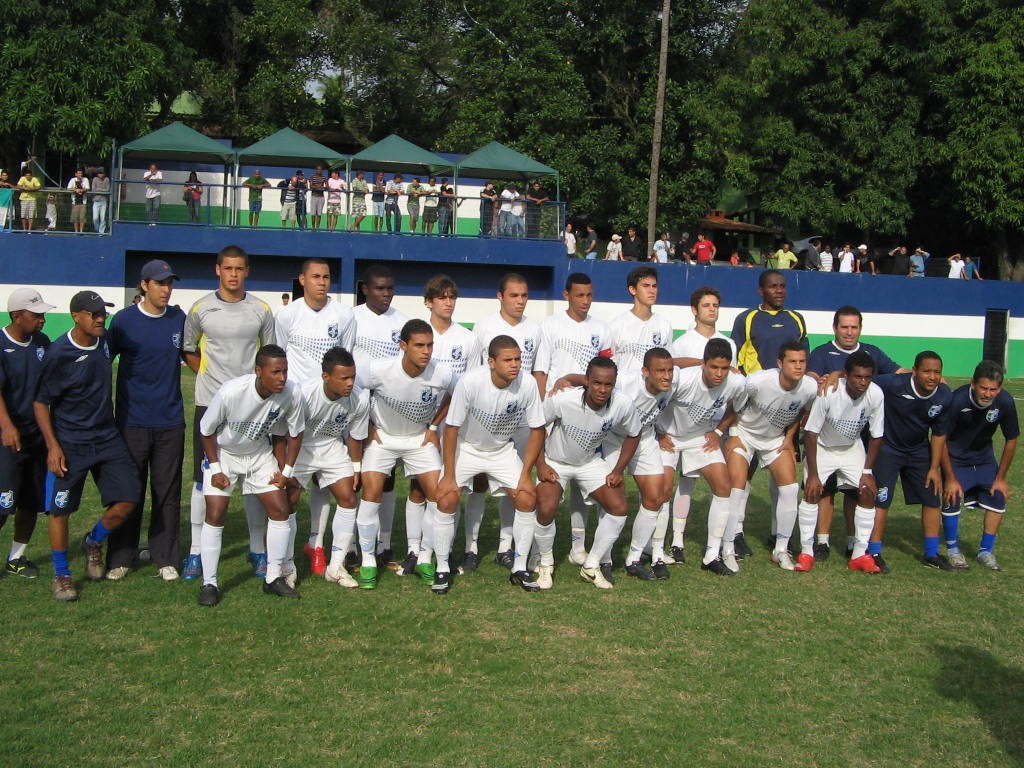
2009年のチーム

アルチスウ・フチボウ・クルービ（ポルトガル語: Artsul Futebol Clube）は、ブラジル・リオデジャネイロ州ノヴァ・イグアスを本拠地とするサッカークラブである。

## 概要
2001年6月19日に、コンクリートの企業であるアルチスウ社のクラブとしてニヴァウド・ペレイラによって設立された。本拠地のエスタジオ・ニヴァウド・ペレイラもまた彼の名前からとられている。クラブカラーは青、緑、白の三色である。

## 歴代所属選手
- ミシャエウ・ヴィニシウス・シウヴァ・ジ・モライス 2022